# Perus
Perus est un district situé au nord-ouest de la municipalité de São Paulo. La date anniversaire du district est célébrée le 21 septembre.
Il fait partie de l'ancienne route vers la région de Campinas et Jundiaí et est desservi par la ligne 7 - Rubis de la CPTM (anciennement São Paulo Railway), la Rodovia dos Bandeirantes, la Rodovia Anhanguera, l'Estrada Velha de Campinas et le Rodoanel Mário Covas. Il borde les districts de Jaraguá au sud, Anhanguera à l'ouest et la municipalité de Caieiras au nord et à l'est.
Les zones nobles de Perus sont: Vila Perus (Centre); Vila Nova Perus; Jardim Adelfiore et Villa Fanton.

## Étymologie
L'histoire la plus connue du nom de Perus est celle d'une femme nommée Maria qui servait des repas de qualité aux tropeiros qui traversaient la région, devenant célèbre parmi eux. Pour élever des dindes (perus en portugais), elle s'appelait Maria dos Perus. Il a servi de référence dans la région "Je vais là où il y a Dona Maria dos dindes"..."Je vais là où il y a des dindes"..."Je vais à l'élevage de dindes".."J'y vais dans les dindes" ("J'y vais à perus").
Une autre histoire, celle-ci portait sur le nom "perus", selon la langue tupi-guarani, le nom "Perus" était une juxtaposition et une modification du vrai nom "PI-RU", qui traduit, signifie se serrer, avec puissance.

## Histoire

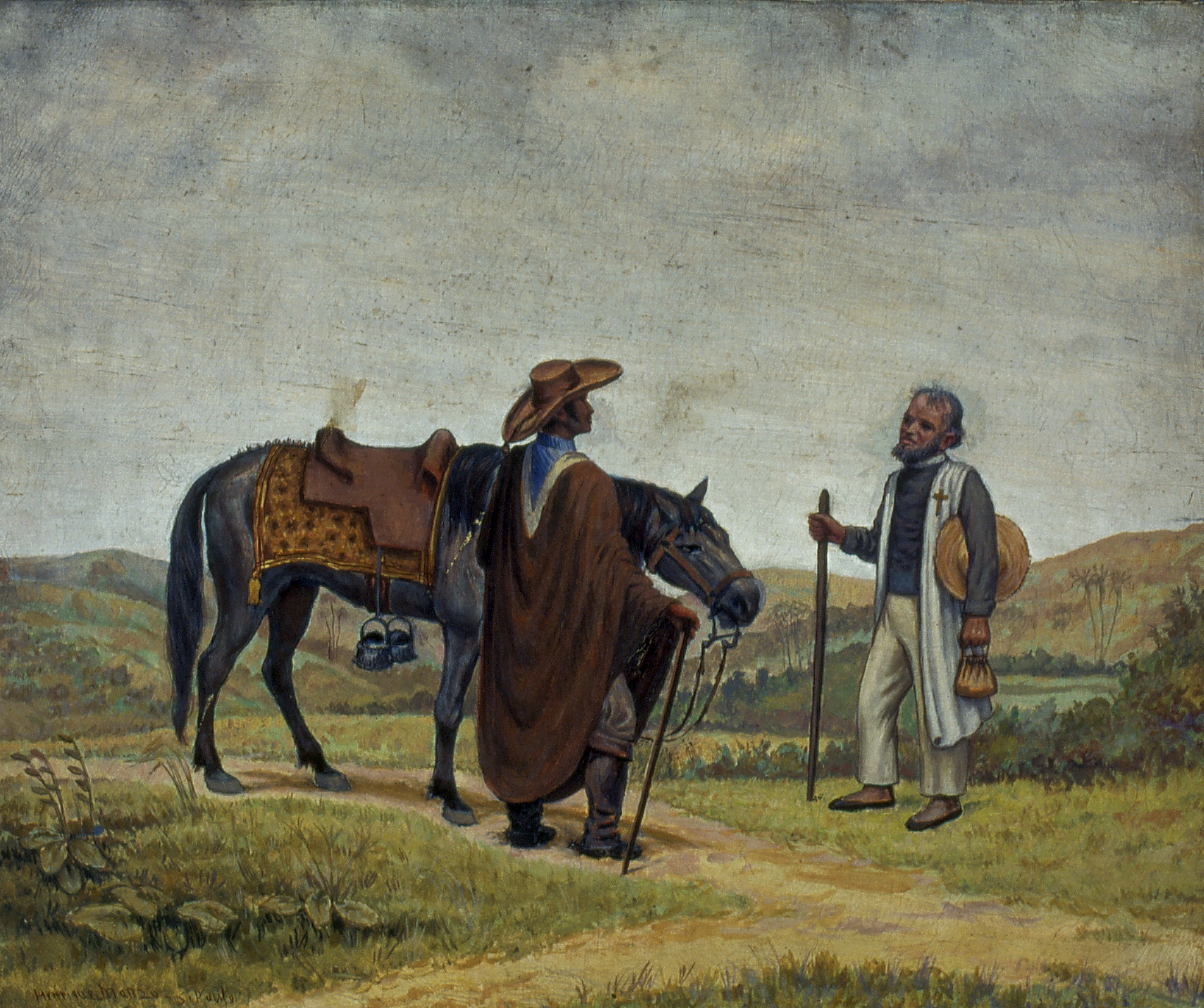
Tropeiros de São Paulo qui ont traversé la région.

Il est devenu, en fait, un quartier de la municipalité de São Paulo en 1934, issu du sous-district de Nossa Senhora do Ó, qui, depuis 1867, le quartier dépendait de la juridiction du district de Nossa Senhora do Ó. En 1948, une partie de son territoire a été utilisée pour la formation du nouveau quartier de Jaraguá. Actuellement, plus de 45 quartiers font partie du district de Perus, aussi appelé « Vilas ». Il est inconcevable de parler du district de Perus, sans mentionner le nom du village auquel il fait référence, pour dire seulement "j'habite, je connais, je travaille à Perus", c'est vague, vu la taille du district. Cela a ses avantages et ses inconvénients. La plus grande difficulté pour la préfecture est de suivre la croissance rapide et constante du district.
La recherche de l'or était un thème récurrent au début de l'occupation portugaise du Brésil, un fait qui peut s'expliquer par la conquête espagnole des empires aztèque et inca, et leurs énormes réserves d'argent, au début du XVIe siècle. .
Ainsi, selon Alfredo Ellis Jr., il n'est pas surprenant que, dès son arrivée sur la côte brésilienne en 1530, Martim Afonso de Sousa ait tenté d'envoyer un détachement à l'intérieur du territoire à la recherche de métaux précieux. D'autres explorations ont suivi, apportant des nouvelles de découvertes à Apiaí (haut Vale do Ribeira), Paranaguá et d'autres points au sud de la colonie entre 1561 et 1592. L'or pris à Vila de Santos par des corsaires anglais en 1588 et 1591 est une confirmation certaine du succès de ces entreprises. Cependant, l'or trouvé en 1590 à Pico do Jaraguá et à Córrego Santa Fé - dont les sources sont situées à flanc de montagne - par Affonso Sardinha (père et fils du même nom) et par Antonio Bicudo Carneiro, a été plus important. (Ellis Junior, 1942, p. 111-2, op. cit.)
L'impact du mythe qui allait se créer autour de l'or de Jaraguá fut tel qu'en 1839, (reproduisant une opinion encore très en vogue aujourd'hui) le révérend méthodiste Daniel Parish Kidder nota que les anciennes mines d'or de Jaraguá.. ont été les premières découvertes au Brésil. Ils produisirent beaucoup pendant la première moitié du XVIIe siècle, et les grandes quantités d'or acheminées de là vers l'Europe valurent à la région le surnom de second Pérou ; elles ont également eu le mérite de favoriser l'exploration de l'intérieur, ce qui a permis de localiser plusieurs zones aurifères dans le Minas Gerais (Kidder, 1980, p. 194, op. cit., je souligne).
« Segundo Peru », « Peru do Brasil » (Santos & Rodrigues, 1998, p. 49), dénominations dont la popularité rivalisait avec le toponyme officiel de la région à l'époque coloniale : « Ajuá » (nom d'un arbuste épineux).
L'illustre historien Afonso d'Escragnolle Taunay a trouvé, dans un document de l'époque, que l'entreprise minière des deux Sardinhas commença précisément en 1597, en association avec M. Clément Alves. Taunay identifie un authentique « mirage américain », étayé, par exemple, par la visite spectaculaire à São Paulo d'une commission gouvernementale de haut niveau, accompagnée de techniciens, pour étudier in loco les gisements de Jaraguá. (Taunay, 1921, pp. 197-9, 239 et suiv.).
Cependant, comme le demande bien Ellis Jr., quelle quantité d'or proviendrait de l'exploitation minière au XVIe siècle? Les données que le professeur a trouvées, dans História Econômica do Brasil de Roberto Simonsen, sont de 930 arrobas, à propos desquelles lui, Ellis Jr., exprime l'opinion qu'elles ne devraient pas être trop éloignées de l'exactitude, car il a également inclus les autres sources de métal précieux du sud de la Capitainerie, tout au long de la période coloniale.
Pour démontrer l'insignifiance de cette somme, il suffit de rappeler qu'au XVIIIe siècle, la quantité minimale d'or qui devait être collectée annuellement par le système de perception des impôts du Minas Gerais était de 100 arrobas (environ 1 500 kilos). Par conséquent, l'exploitation minière de Jaraguá n'aurait pas dû être une corne d'abondance abondante de richesses. S'il l'avait été, il aurait été un fanal [le même qu'un phare, obs. Minha ES] attracteur de grandes masses démographiques qui auraient fait de S. Paulo et du plateau de São Paulo une région surpeuplée d'éléments du Royaume, comme l'étaient les Minas de Ouro au XVIIIe siècle. . . Cependant, le fait de l'exploitation minière de São Paulo, à Jaraguá et à proximité, n'a pas eu une grande répercussion dans l'évolution historique de São Paulo. Sa population n'a pas connu de poussées de progrès à la suite de cette exploitation minière. Son économie n'offrait pas de manifestations d'euphorie en termes de confort, qui auraient été visibles s'il y en avait eu. Bref, tout nous dit que... [le] plateau minier... n'était qu'une légère égratignure dans la vie économique de São Paulo. (Ellis Junior, 1942, p. 112-3, op. cit.)
Il convient de noter que les données d'Ellis Jr. sont compatibles avec le récit de Kidder, qui dit avoir trouvé la mine abandonnée au pied de la montagne, dans un terrain alluvial, sans proposer de mener une enquête rigoureuse qui confirmerait tout ce qu'il avait entendu. Son témoignage est donc un bon indice de la permanence du « mirage américain » (Taunay) dans l'imaginaire des habitants de Vila de Piratininga.
Le quartier le plus au nord de la municipalité (bien qu'il soit à peine considéré comme faisant partie de la partie nord de la capitale), situé dans la région de Vale do Rio Juqueri et Serra Cantareira, Perus est un noyau urbain isolé du reste de la ville par un espace vert ceinture chacune de plus en plus ténue, caractéristiques qui font que beaucoup de gens la prennent pour l'une des municipalités nord/nord-ouest du Grand São Paulo, une confusion qui peut s'expliquer par les liens historiques et culturels forts entre Perus et les villes voisines.
La région de Vale do Rio Juqueri et Serra da Cantareira était une zone de transit pour les troupes militaires et un important dépôt de ravitaillement pendant la période coloniale et sous l'Empire, un fait qui se matérialiserait dans les routes qui relient Perus et les quartiers. de Parada de Taipas et Jaraguá : Avenue Raimundo Pereira de Magalhães, ou Estrada Velha de Campinas, et Estrada São Paulo-Jundiaí.
Pendant longtemps, il existe des documents historiques sur les dindes. Au XVIIe siècle, la Fazenda dos Pires existait dans sa région, propriété de Salvador Pires Medeiros, capitaine du peuple de São Paulo, destinée à la production de vin ; et Fazenda Ajuá, appartenant à Domingos Dias da Silva de São Paulo, considérée comme l'une des plus grandes fermes céréalières des environs de la capitale au début du siècle suivant. En l856, le registre paroissial de Nossa Senhora do Ó indiquait dix-sept propriétaires terriens dans le "Bairro do Ajuá", l'ancien nom de Perus. En 1867, les grands propriétaires terriens étaient Antonio Francisco de Aguiar e Castro, Candido da Cunha Brito, le colonel Luiz Alves de Almeida, Hedwiges Dias de Oliveira (ancien nom de R. Crispim do Amaral) et Jesuíno Afonso de Camargo, le nom d'une autre rue à Perus.
Cette même année (1867), avec le reste du chemin de fer de São Paulo (actuellement E.F. Santos-Jundiaí), la gare de Perus a été inaugurée, entamant un processus d'urbanisation dans la vallée dont les principales étapes ont été la Companhia Melhoramentos de São Paulo (Companhia Melhoramentos de São Paulo) 1890), l'hôpital psychiatrique de Juquery et sa ferme (1898), l'Estrada de Ferro Perus-Pirapora (EFPP, 1910) et la société brésilienne Portland Cement (1926). Il convient également de mentionner l'usine de poudre à canon construite à environ deux cents mètres de la gare de Perus, dont les fondations subsistent. Dans les premières années de la République, avec Ipanema, cette usine était le principal fournisseur de munitions pour le système de défense du port de Santos.
Immédiatement (ou plutôt : avant l'ouverture de la Cimenterie), l'accès ferroviaire a amené de nouveaux propriétaires à Perus, tels qu'Antonio Maia, Di Sandro, Achile Fanton, Ernesto Bottoni, Narciso Cagassi, Leonardo Correia, Júlio de Oliveira, Vasco Gazzo, Demétrio Vidal Lopes, Pasquale Peciccacco, Peregrino Lage, Silvio de Campos, Joaquim Serpal ; noms qui, pour la plupart, sont apposés sur les panneaux de rue et d'avenue du quartier. Un hommage plus que juste car les lotissements ont été formés à partir de parcelles appartenant aux familles de ces messieurs. Quant aux raisons de la présence de ces noms sur les plaques, le fait est que la mémoire du rôle des personnages populairement reconnus comme les « pionniers » de la localité se perd dans l'ombre du temps. Hormis des réminiscences transmises oralement, presque mythiquement, on sait peu de choses sur le passé agricole récent de Perus, son mode de vie et les difficultés rencontrées à une époque pas si lointaine.

## Actualité
Le quartier de Perus conserve de nombreuses histoires au fil des ans. De nombreuses manifestations importantes ont eu lieu dans la région, comme dans les médias nationaux et internationaux. Le quartier abrite, dans sa zone, la plus grande école publique de l'État de São Paulo, l'école publique Brigadeiro Gavião Peixoto, qui dessert environ 3600 élèves, étant une référence dans toute la région.
Perus abritait également sur son territoire, la première cimenterie du pays, la Companhia Brasileira de Cimento Portland Perus, qui produisait le ciment le plus dense et le plus original, avec sa couleur très foncée. Cependant, après de nombreuses protestations, la cimenterie a été désactivée, sous la pression populaire.
Un autre aspect important est que Perus possède l'Estada de Ferro Perus-Pirapora, une route qui est désactivée, mais il existe des projets pour la réactiver, à tel point que Condephaat a déjà déterminé la région du chemin de fer comme patrimoine historique. Plusieurs entreprises et entrepreneurs contribuent à la réactivation de la route, dont la CPTM, qui a un projet touristique dans la région.
Le quartier, qui ne cesse de croître, manque encore de certains services, mais de grandes entreprises multinationales se sont installées dans la région, où elles font avancer l'économie du quartier. Le quartier est respectivement divisé en trois : industriel, résidentiel et commercial. La partie industrielle du quartier est principalement concentrée le long de l'autoroute Anhanguera. Avec la fusion entre les districts de Perus et d'Anhanguera, la région de Perus représente une superficie de plus de 57,2 km². Les autoroutes Anhanguera et Bandeirantes, qui « coupaient » la région, faisaient partie des quartiers de Perus loin du centre du district et d'autres endroits du même district, donnant l'impression d'être d'autres quartiers.

## Districts et municipalités limitrophes
- Caieiras (Nord-est et Est)
- Cajamar (Nord-Ouest)
- Jaraguá (Sud)
- Anhanguera (Ouest)

## Faits marquants
- Le 28 juillet 2000, l'accident de train à Perus s'est produit qui avait été rapporté dans divers médias. La catastrophe a fait 9 morts et 115 blessés[1].

## Galerie

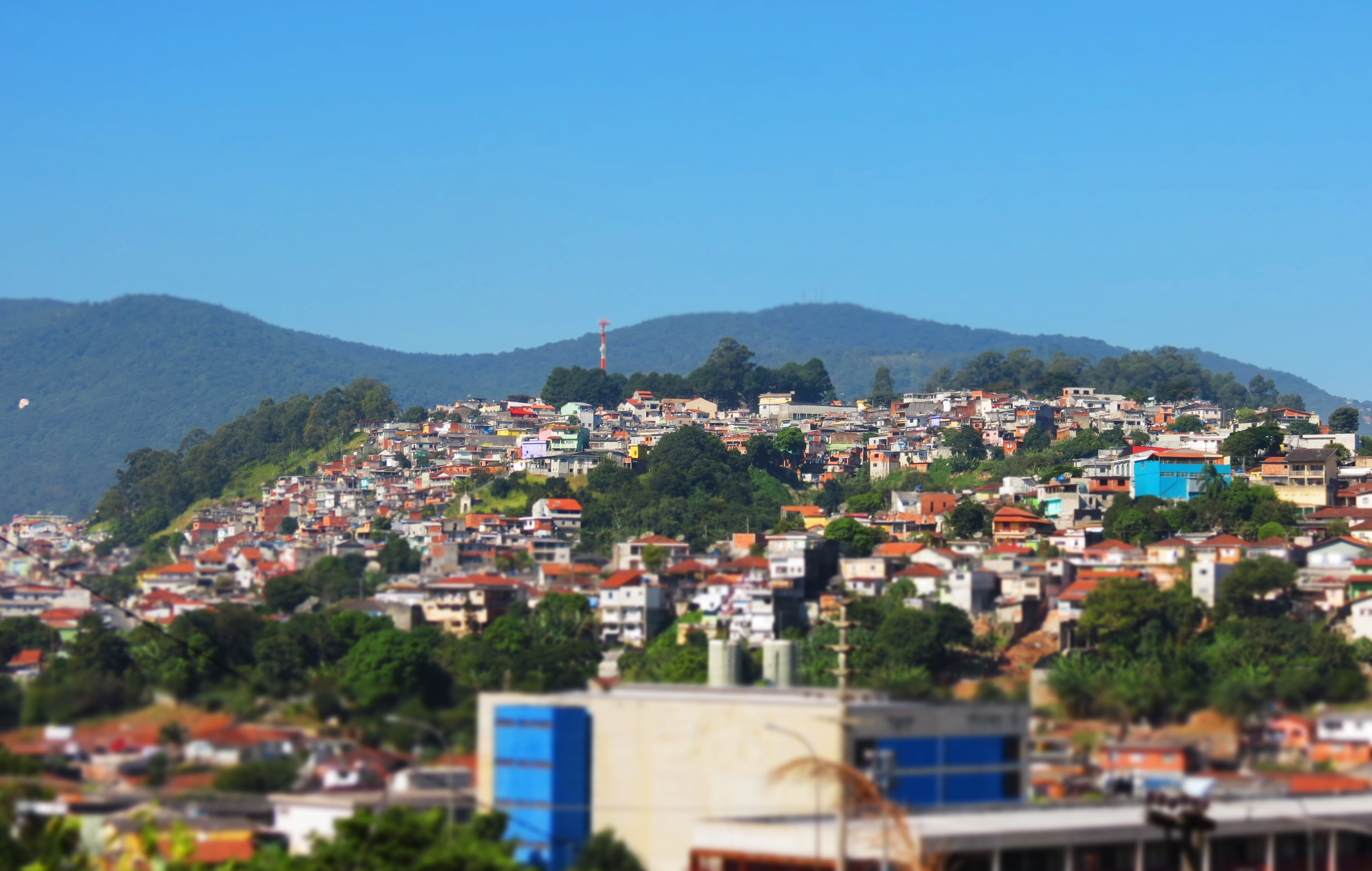
District de Perus
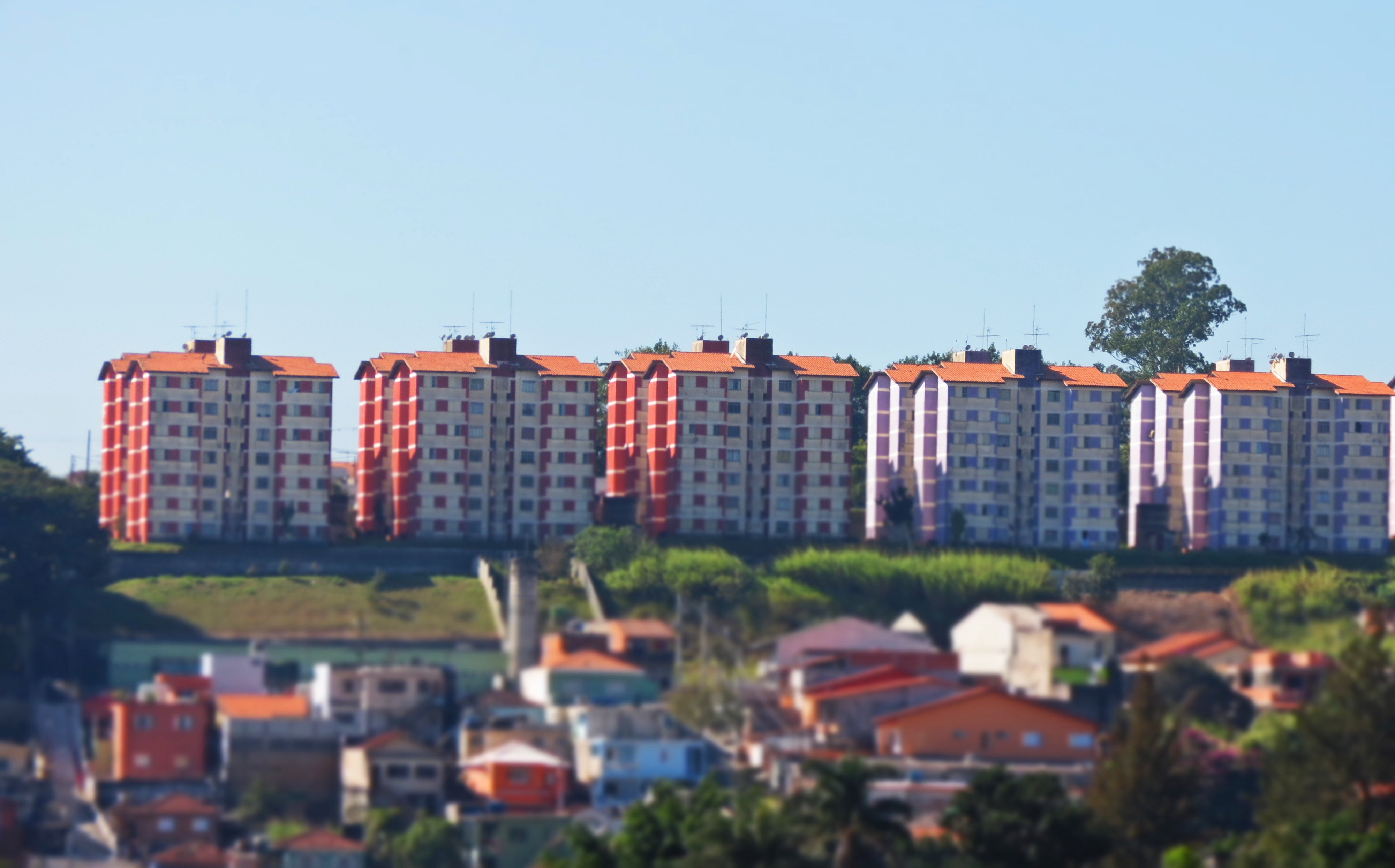
Détail urbain du district de Perus
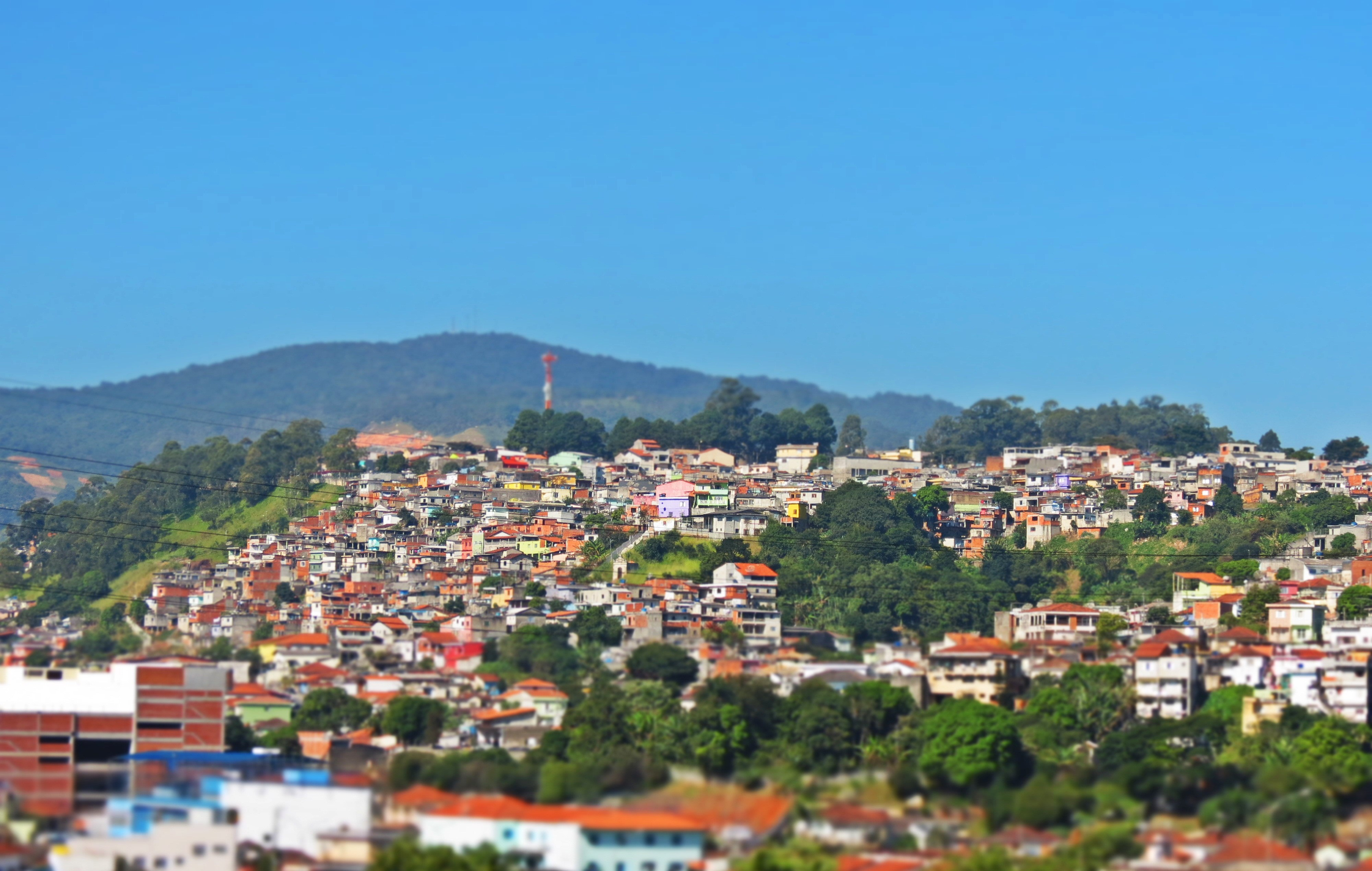
Géographie cahoteuse
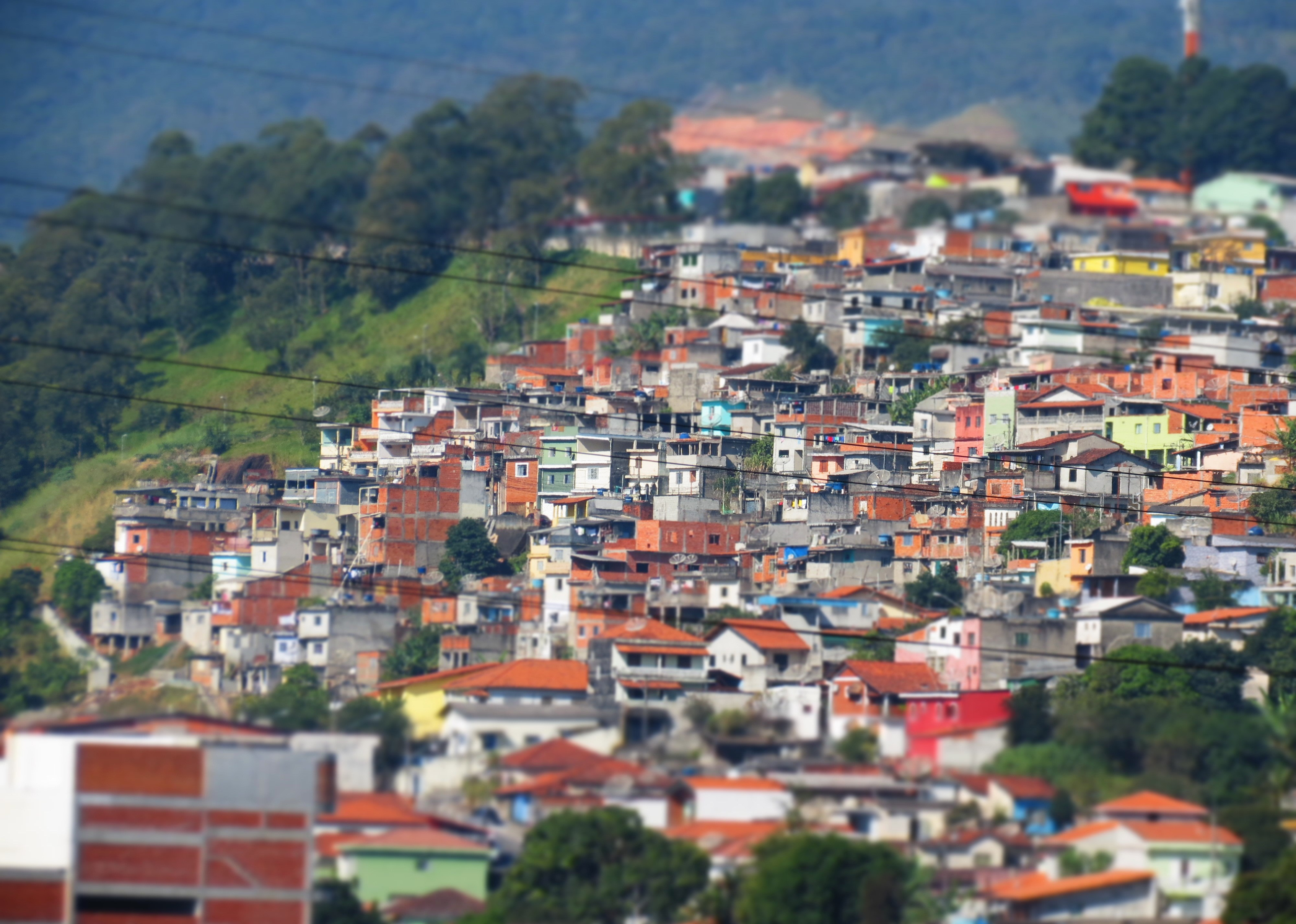
Perus
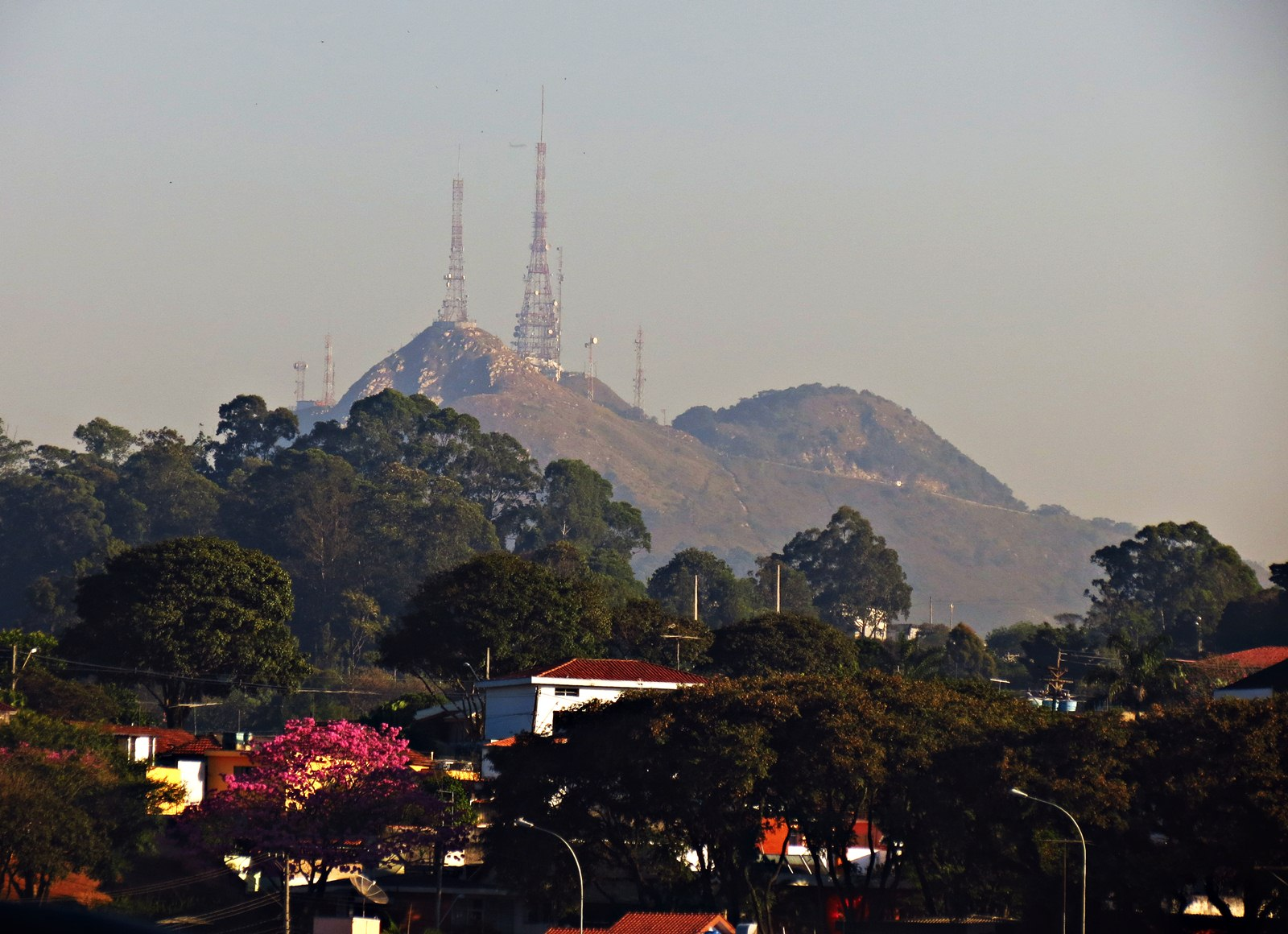
Pic de Jaraguá et une partie de Perus
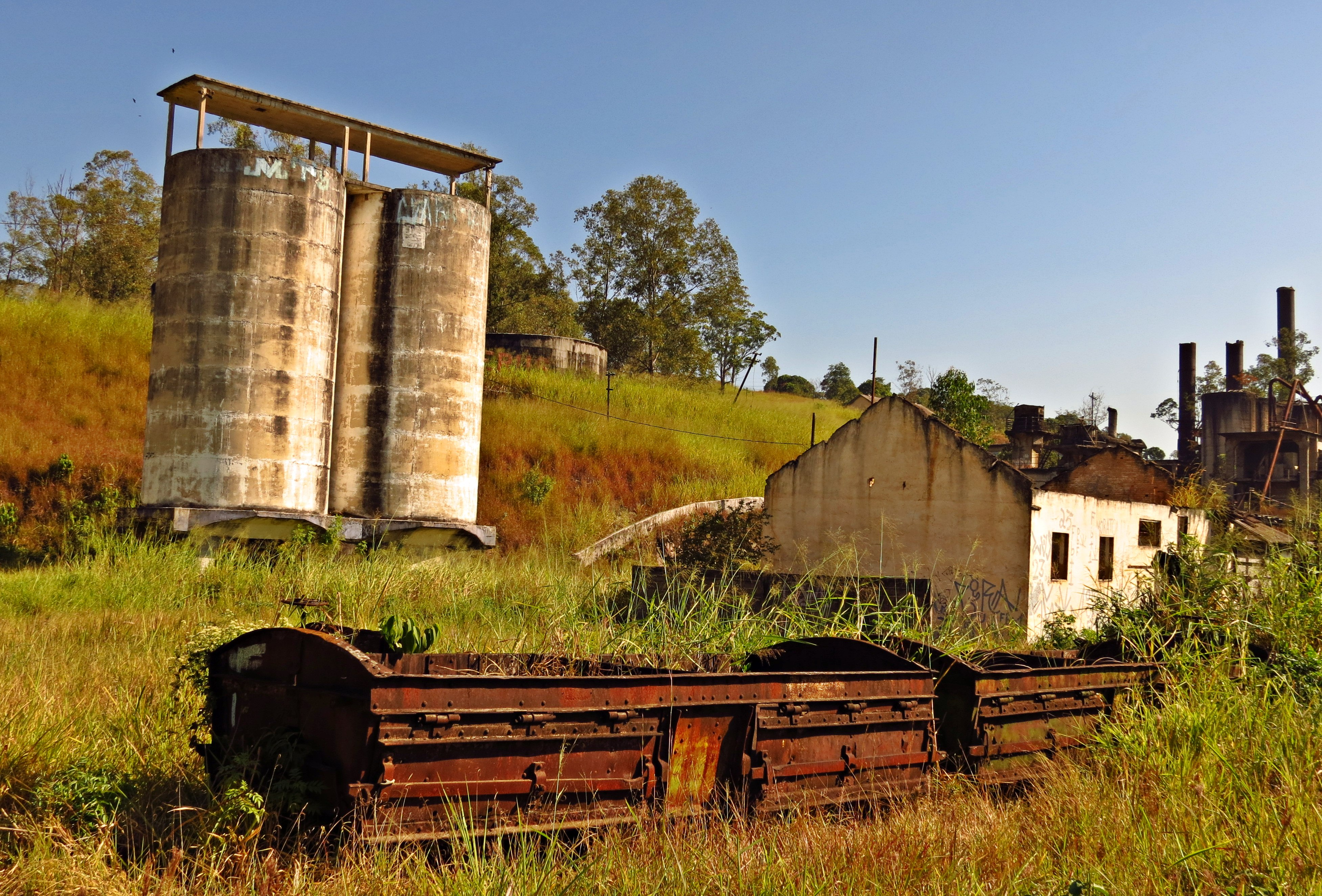
Cimenterie de Perus
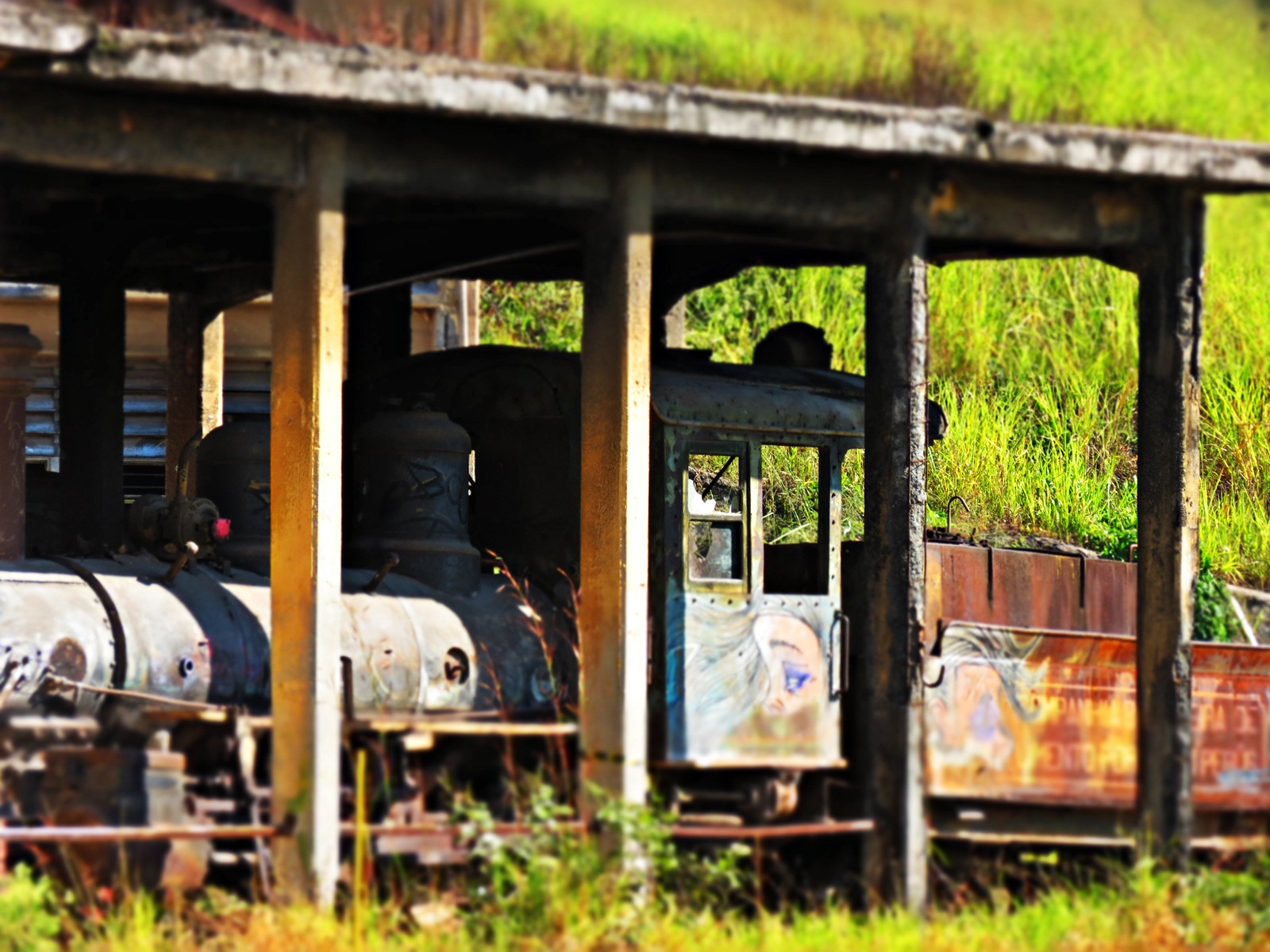
Train abandonné à l'usine
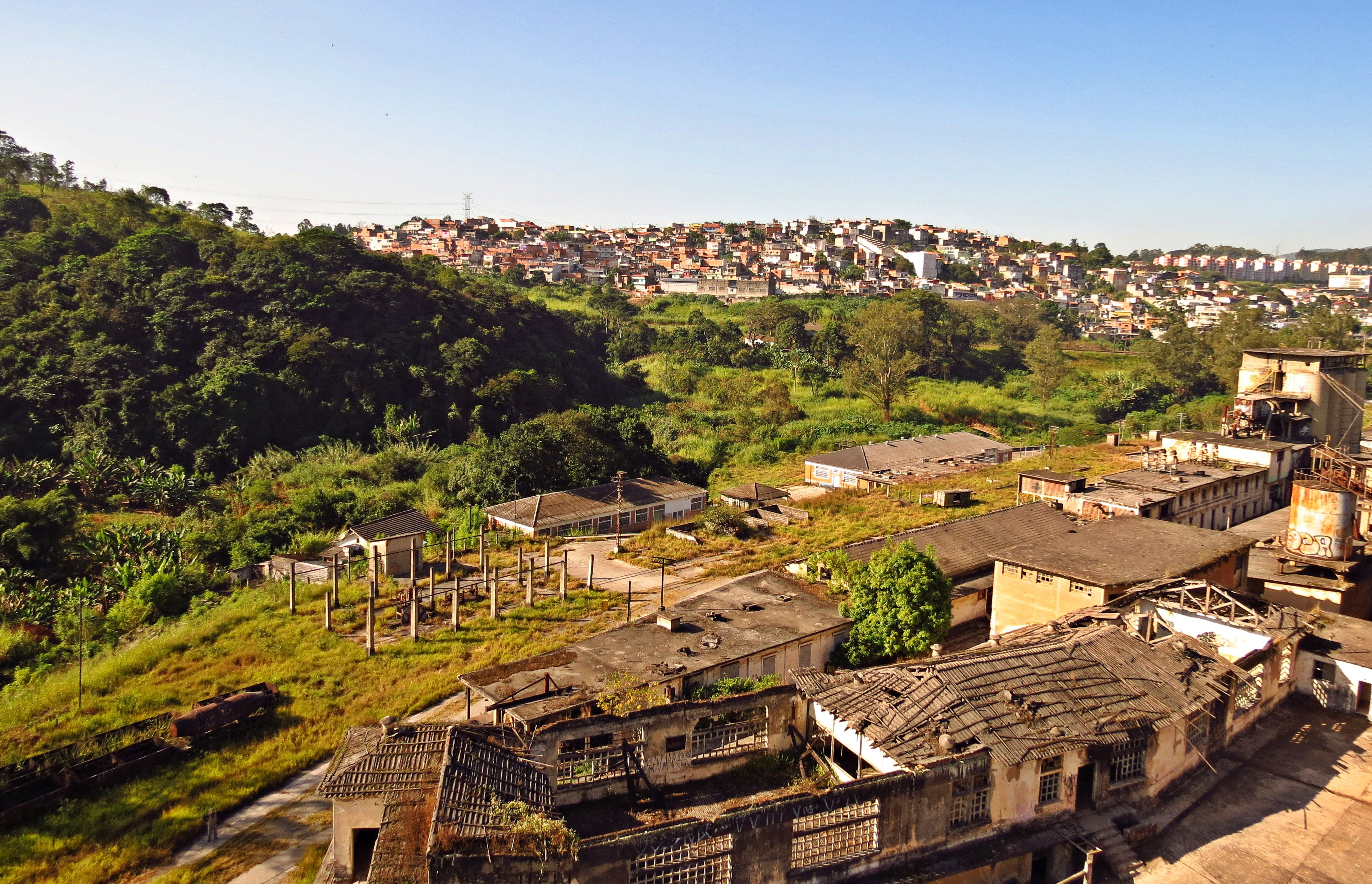
Vue générale de la région
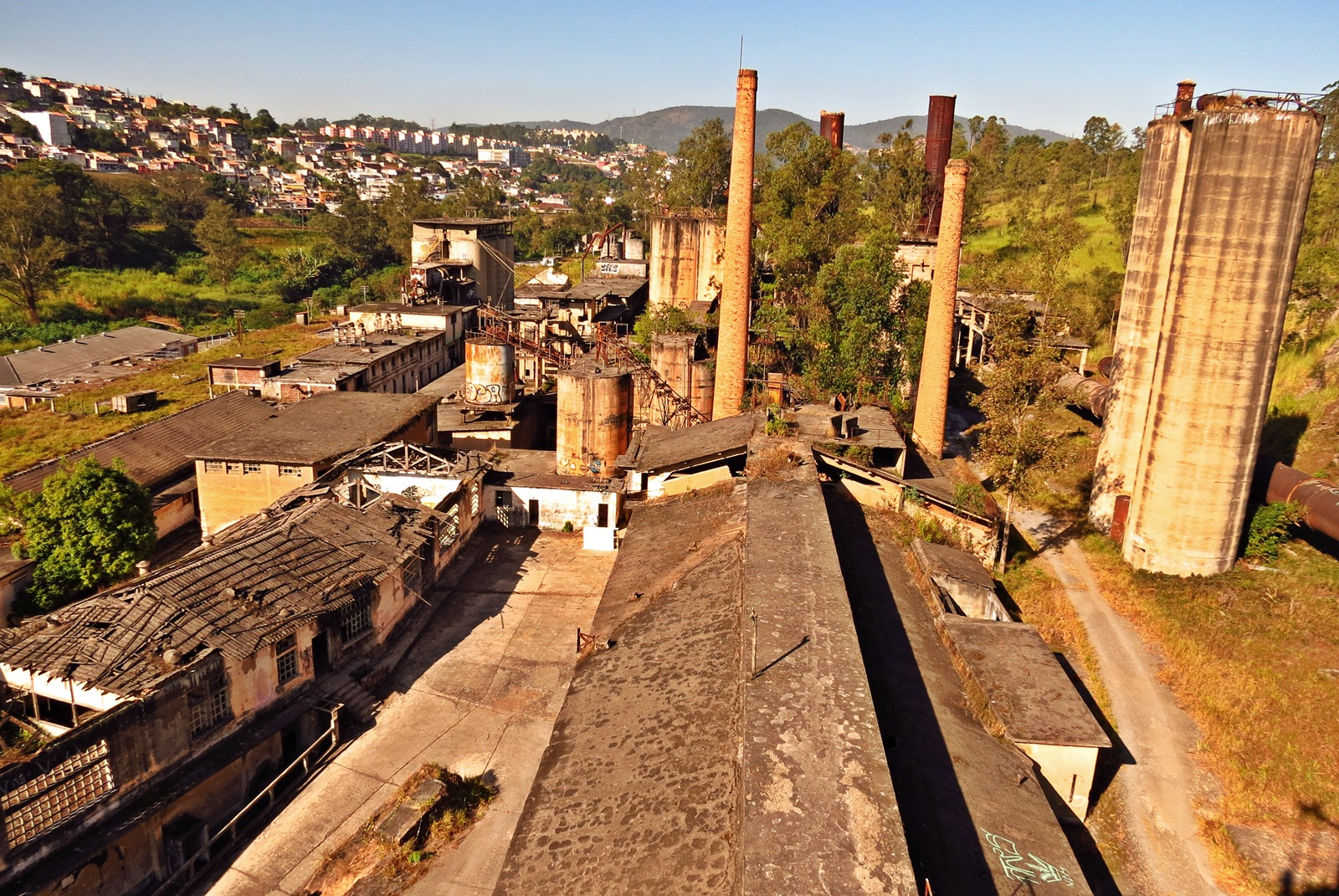
Usine vue d'en haut
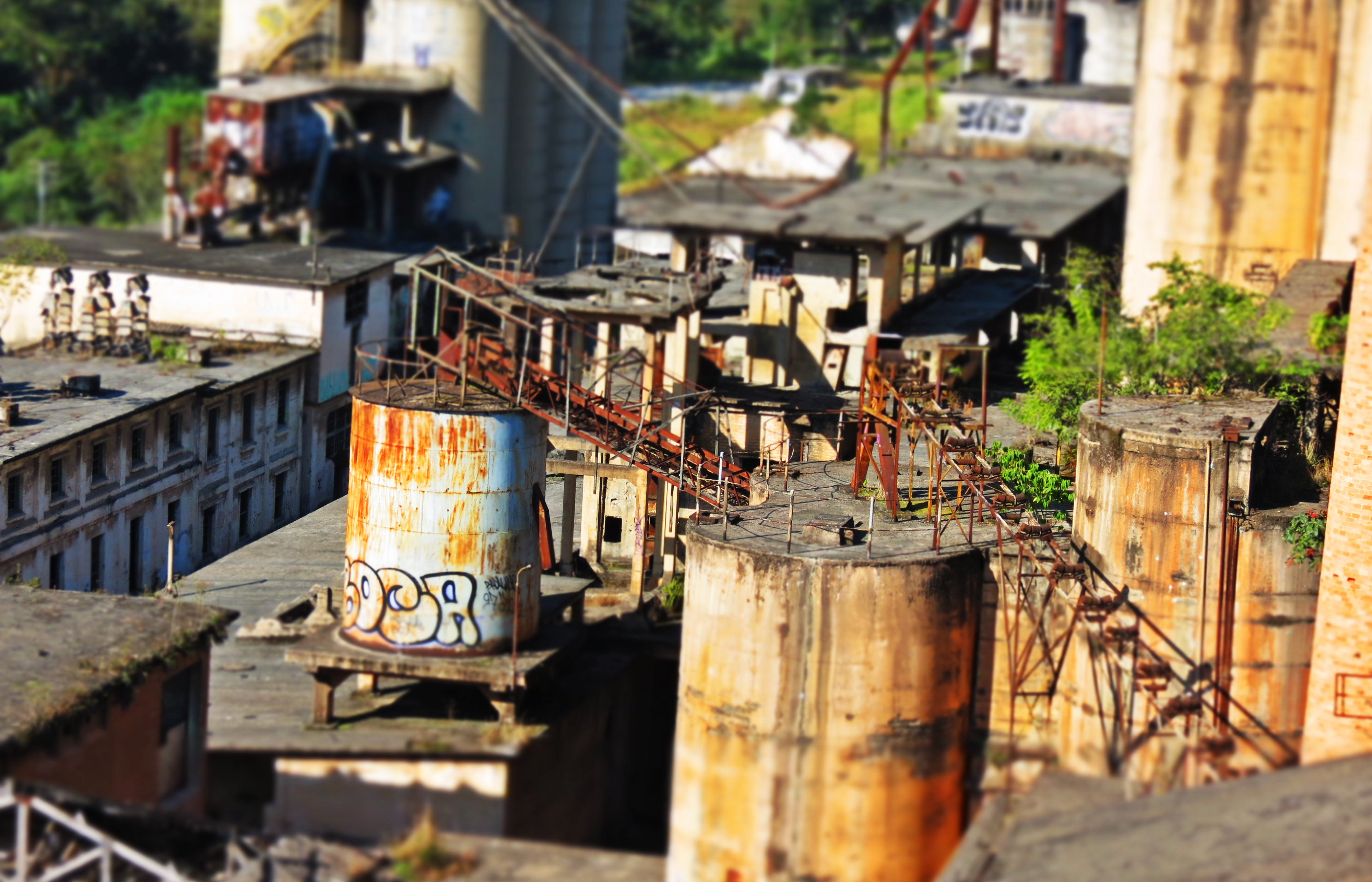
Détail d'usine
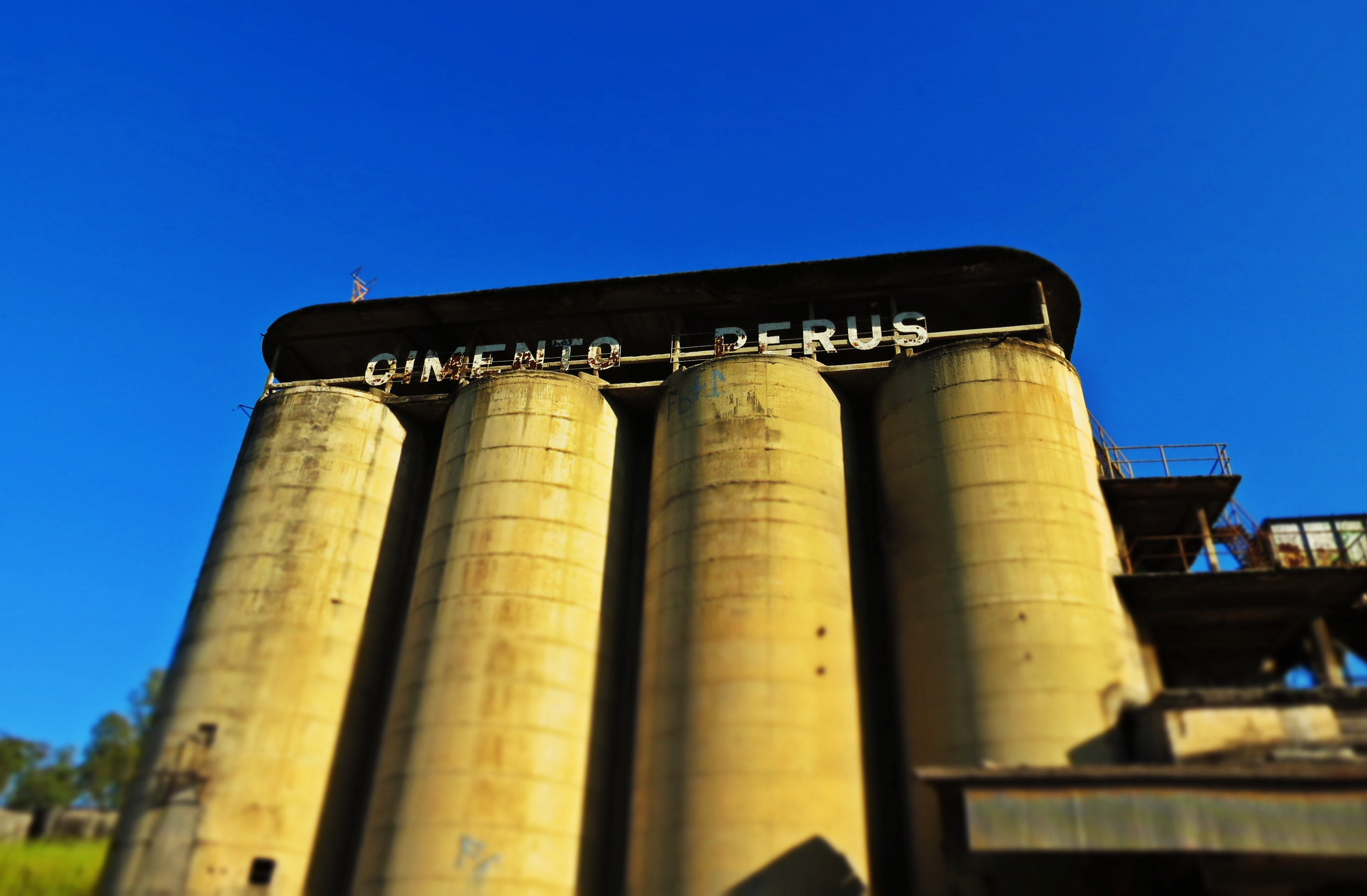
Silos principaux
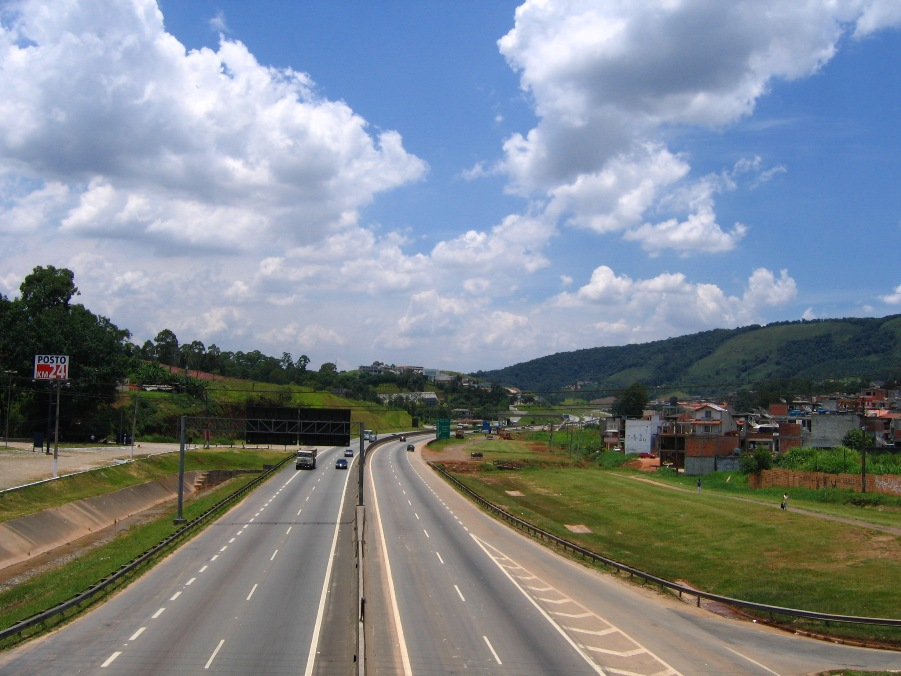
Autoroute Anhanguera sur la section à Perus